# Ostéodystrophie héréditaire d'Albright
Pour les articles homonymes, voir Albright.
L'ostéodystophie héréditaire d'Albright, nommé également pseudohypoparathyroïdisme de type Ia, est une maladie génétique secondaire à une mutation du gène GNAS.

## Cause
Il s'agit d'un exemple d'une gène soumis à empreinte, la maladie se déclarant que si la mutation du gène est celui porté par l'allèle maternel.

## Description
Elle se caractérise par une obésité, une résistance à l'insuline et à la parathormone, d'un métabolisme de base diminué.